# Свети мученик Максим
Свети мученик Максим познат и као Максим из Авеје, је ранохришћански мученик и светитељ из 3. века.
Рођен је око 228. године. Живео је у време цара Дација Трајана који је прогонио хришћане. Једном приликом се отворено успротивио паганском обичају приношења жртава, где су поред животиња биле приношене и људске жртве. Разбеснела маса га је каменововала до смрти. То се десило 250. године.
Православна црква помиње светог Максима 14. маја по јулијанском календару.